# Josep Bigordà i Montmany
Josep Bigordà i Montmany (?, 1928) és un sacerdot i periodista català, vinculat especialment a les parròquies de Sant Medir i de Santa Maria del Pi, de Barcelona. Ocupà diversos càrrecs al Tribunal Eclesiàstic de Barcelona (1957-1967). Fou professor de dret canònic (1968-1974) i de teologia moral (1970-1971) al Seminari major i Facultat de teologia de Barcelona. Llargament vinculat a la Parròquia de Sant Medir, al barri de la Bordeta, de Barcelona, on fou vicari i posteriorment rector. Conjuntament amb Josep Maria Vidal i Aunós (aleshores rector de la referida parròquia) i Joan Colomines, l'any 1964 hi fundà el Premi Amadeu Oller de poesia per a joves inèdits. En la seva faceta com a periodista, destaca la seva col·laboració al diari El Correo Catalán, on s'ocupà de la secció de religió, junt amb Casimir Martí, des d'una òptica progressista. L'any 1998 se li concedí la Medalla d'Honor de Barcelona.